# رابطه جغرافیا و ثروت

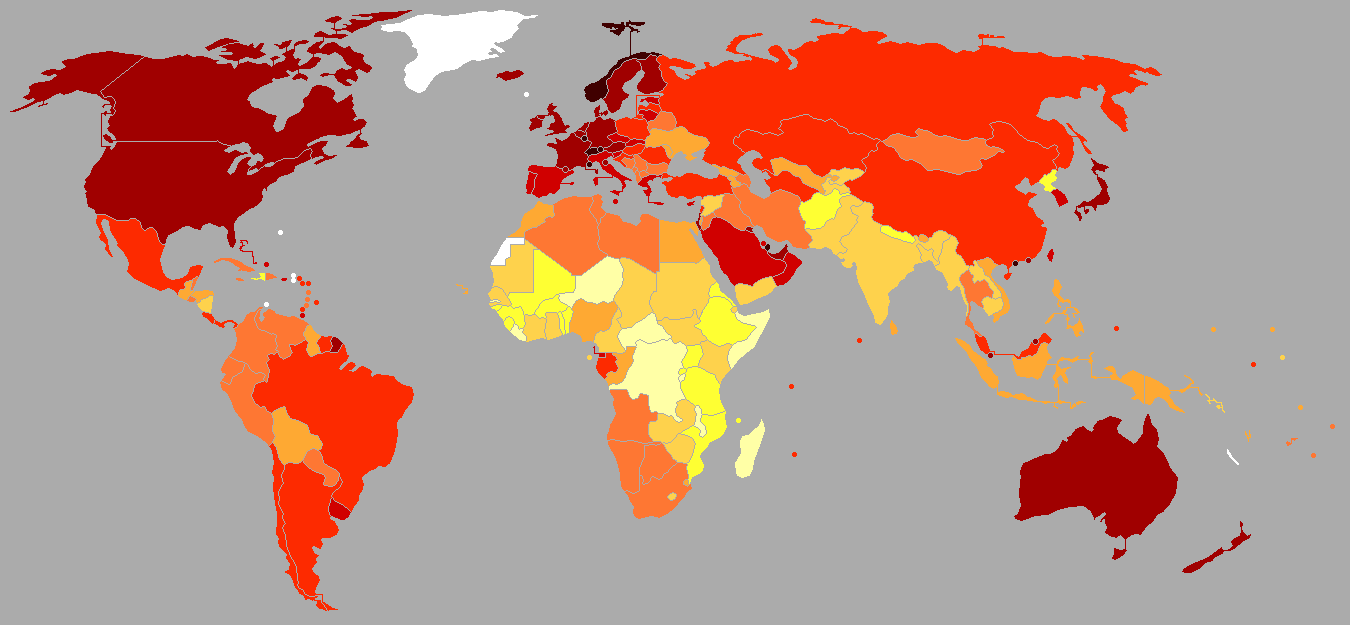
تولید ناخالص داخلی کشورها (سرانه اسمی) در سال ۲۰۱۵ میلادی

جغرافیا و ثروت از دیرباز به عنوان یکی از ویژگی‌های همبسته ملت‌ها تلقی می‌شده‌است. محققانی مانند جفری دی ساکس (Jeffrey D. Sachs) معتقدند که جغرافیا نقش کلیدی در توسعه رشد اقتصادی یک کشور دارد. برای مثال، کشورهایی که در امتداد نواحی ساحلی زندگی می‌کنند، یا آن‌هایی که به منابع آبی نزدیک دسترسی دارند، از لحاظ اقتصادی فراوان‌تر هستند و می‌توانند با کشورهای همسایه تجارت بیشتری کنند. علاوه بر این، کشورهایی که آب و هوای گرمسیری دارند، با مشکلات قابل توجهی مانند بیماری، الگوهای آب و هوایی شدید و بهره‌وری پایین کشاورزی مواجه هستند. همبستگی بین جغرافیا و ثروت یک کشور را می‌توان با بررسی تولید ناخالص داخلی (تولید ناخالص ملی) سرانه یک کشور مشاهده کرد که تولید اقتصادی و جمعیت یک کشور را در نظر می‌گیرد.
ثروتمندترین کشورهای جهان با بالاترین استانداردهای زندگی معمولاً کشورهایی هستند که در منتهی الیه شمالی مناطق باز برای سکونت انسان قرار دارند - از جمله اروپای شمالی، ایالات متحده و کانادا. در کشورهای مرفه، ثروت اغلب با دوری از خط استوا افزایش می‌یابد. به عنوان مثال، شمال شرق ایالات متحده از مدت‌ها قبل از همتای جنوبی خود و شمال ایتالیا ثروتمندتر از مناطق جنوبی آن کشور بوده‌است. این تأثیر حتی در آفریقا نیز قابل مشاهده است، زیرا کشورهایی که دورتر از خط استوا هستند ثروتمندتر هستند. در آفریقا، ثروتمندترین کشورها سه کشور در انتهای جنوبی قاره، آفریقای جنوبی، بوتسوانا و نامیبیا و کشورهای شمال آفریقا هستند. به‌طور مشابه، در آمریکای جنوبی، آرژانتین، برزیل جنوبی، شیلی و اروگوئه برای مدت طولانی ثروتمندترین‌ها بوده‌اند. در آسیا، اندونزی که واقع در خط استوا است، در میان فقیرترین کشورها قرار دارد. در آسیای مرکزی، قزاقستان از دیگر جمهوری‌های شوروی سابق جنوبی خود، مانند ازبکستان، ثروتمندتر است.
محققان مرکز توسعه بین‌المللی هاروارد در سال ۲۰۰۱ دریافتند که تنها یک اقتصاد گرمسیری - سنگاپور - توسط بانک جهانی به عنوان یک اقتصاد پردرآمد طبقه‌بندی شده‌است، در حالی که همه کشورهای منطقه‌ای که به عنوان منطقه معتدل طبقه‌بندی شده‌اند، دارای اقتصادهای متوسط یا با درآمد بالا هستند.

## نحوه اندازه‌گیری
اکثر مطالعات اخیر از تولید ناخالص ملی برای هر نفر استفاده می‌کنند که توسط بانک جهانی و صندوق بین‌المللی پول به عنوان واحد مقایسه اندازه‌گیری شده‌است. کشورها در مقایسه‌های درون ملی خود از داده‌های خود استفاده می‌کنند و تقسیم‌بندی‌های سیاسی مانند ایالت‌ها یا استان‌ها سپس مناطق مورد مطالعه را مشخص می‌کنند.

## توضیحات و بررسی اجمالی

### نقش نوآوری فرهنگی
جارد دایموند  در اثر برنده جایزه پولیتزر خود به نام اسلحه، میکروب و فولاد استدلال می کند که توده زمین اروپا - آسیا ( اوراسیا ) به ویژه برای انتقال جوامع از جوامع شکارچی-گردآورنده به جوامع کشاورزی مطلوب بوده‌است. این قاره (اوراسیا) در امتداد خطوط عرضی جغرافیایی بسیار دورتر از هر قاره دیگر کشیده شده است. از آنجایی که انتقال یک گونه اهلی در طول یک عرض جغرافیایی بسیار ساده تر از انتقال آن به آب و هوای گرم یا سردتر است، هر گونه ای که در یک عرض جغرافیایی خاص توسعه یافته باشد در مدت زمان نسبتاً کوتاهی به سراسر قاره منتقل می شود. بنابراین، ساکنان قاره اوراسیا از نظر توسعه زودهنگام کشاورزی، و گستره وسیع تری از گیاهان و جانوران که می توانند از بین آنها انتخاب کنند، دارای مزیت داخلی بوده اند.
دایموند خاطرنشان می کند که فناوری ها و مؤسسات مدرن عمدتاً در منطقه کوچکی از شمال غربی اروپا طراحی شده اند. پس از انقلاب علمی در اروپا در قرن شانزدهم، کیفیت زندگی افزایش یافت و ثروت شروع به گسترش به طبقه متوسط کرد. این شامل تکنیک های کشاورزی، ماشین آلات و داروها بود. این فناوری‌ها و مدل‌ها به آسانی به مناطق مستعمره اروپا که اتفاقاً آب و هوای مشابهی داشتند، مانند آمریکای شمالی و استرالیا گسترش یافت. همانطور که این مناطق نیز به مراکز نوآوری تبدیل شدند، این تعصب بیشتر شد. فناوری‌ها از خودرو گرفته تا خطوط برق اغلب برای مناطق سردتر و خشک‌تر طراحی شده‌اند، زیرا بیشتر مشتریان آن‌ها از این مناطق هستند.
کتاب او در ادامه به مستندسازی اثر بازخورد فناوری‌هایی که برای افراد ثروتمند طراحی شده‌اند، می‌پردازد. این فناوری‌ها آنها را ثروتمندتر می‌کند و بنابراین توانایی بیشتری برای تامین بودجه توسعه فناوری را به آنان می‌دهد. او خاطرنشان می کند که شمال دور همیشه ثروتمندترین عرض جغرافیایی نبوده است. تا همین چند قرن پیش، ثروتمندترین کمربند از جنوب اروپا تا خاورمیانه و در شمال هند و جنوب چین امتداد داشت. یک تغییر چشمگیر در فناوری‌ها، که با کشتی‌های اقیانوس پیما آغاز شد و در انقلاب صنعتی به اوج رسید، باعث شد که توسعه‌یافته‌ترین کمربند اقتصادی به سمت شمال اروپا، چین و قاره آمریکا حرکت کند. شمال روسیه به یک ابرقدرت تبدیل شد، در حالی که جنوب هند فقیر و مستعمره شد. دایموند استدلال می کند که چنین تغییرات چشمگیری نشان می دهد که توزیع کنونی ثروت به دلیل عوامل تغییر ناپذیر مانند آب و هوا یا نژاد نیست و از ظهور اولیه کشاورزی در بین النهرین باستان به عنوان مدرکی برای استدلال خود اشاره می کند.
دایموند همچنین به تأثیر بازخورد در رشد فناوری پزشکی اشاره می کند و بیان می کند که پول تحقیقات بیشتری صرف درمان بیماری های شمالی ها می شود.

### نقش بیماری‌ها
کنه‌ها، پشه‌ها و موش‌ها که همچنان ناقلین مهم بیماری هستند، از دماهای گرمتر و رطوبت بیشتر بهره می‌برند. از دیرباز یک کمربند مالاریا در بخش‌های استوایی کره زمین وجود داشته‌است. این بیماری به ویژه برای کودکان زیر پنج سال کشنده است. قابل ذکر است که به دلیل وجود بومی مگس تسه تسه، رشد اکثر گونه‌های دام شمالی تقریباً غیرممکن بوده‌است.
جرد دایموند اهلی کردن حیوانات در اروپا و آسیا را با توسعه بیماری‌هایی مرتبط دانسته‌است که این کشورها را قادر می‌سازد ساکنان قاره‌های دیگر را تسخیر کنند. ارتباط نزدیک مردم در اوراسیا با حیوانات اهلی خود، ناقلی برای انتقال سریع بیماری‌ها را فراهم کرد. ساکنان سرزمین‌هایی که گونه‌های اهلی کمی داشتند، هرگز در معرض همان طیف بیماری‌ها قرار نگرفتند، و بنابراین، حداقل در قاره‌های آمریکا، تسلیم بیماری‌های معرفی‌شده از اوراسیا شدند. این اثرات به‌طور جامع در کتاب طاعون و مردم ویلیام مک نیل مورد بحث قرار گرفت.
مطالعه‌ای در دانشگاه هاروارد در سال ۲۰۰۱ مرگ و میر بالای نوزادان را به عنوان یکی دیگر از عوامل ذکر کرده‌است. از آنجایی که نرخ زاد و ولد معمولاً در غرامت افزایش می‌یابد، زنان ممکن است ورود خود به نیروی کار را برای مراقبت از فرزندان کوچکتر خود به تأخیر بیندازند. آموزش کودکان بازمانده پس از آن دشوار می‌شود و چرخه ای از فقر را تداوم می‌بخشد.

### دیگر
- در «اقلیم و مقیاس در رشد اقتصادی»، ویلیام ای. مستر و مارگارت اس. مک میلان از دانشگاه پردو و تافتس فرضیه می‌دهند که این اختلاف تا حدی به دلیل اثرات یخبندان در افزایش حاصلخیزی خاک است.[۱۰]
- هرناندو زولتا، از دانشگاه دل روزاریو، پیشنهاد کرده‌است که در جاهایی که نوسانات تولید عمیق‌تر است، یعنی مناطقی که زمستان را تجربه می‌کنند، پس‌انداز بارزتر است، که منجر به پذیرش یا ایجاد فناوری‌های سرمایه‌بر می‌شود.[۱۱]
- دارون آسم اوغلو، سایمون جانسون و جیمز رابینسون از MIT در سال ۲۰۰۱ استدلال کردند که در مکان‌هایی که اروپایی‌ها با نرخ بالای مرگ و میر مواجه بودند، نمی‌توانستند مستقر شوند و احتمال بیشتری وجود داشت که مؤسسات استثماری ایجاد کنند. این مؤسسات هیچ گونه حمایتی از مالکیت خصوصی یا کنترل و تعادل در برابر سلب مالکیت دولتی ارائه نکردند.[۱۲] آنها ادعا می‌کنند که پس از کنترل تأثیر نهادها، کشورهای آفریقایی یا کشورهای نزدیک به خط استوا درآمد کمتری ندارند. این ادعا توسط دیوید آلبوی مورد مناقشه قرار گرفته‌است، او استدلال می‌کند که میزان مرگ و میر اروپا در این مطالعه به‌طور بدی اندازه‌گیری شده‌است و به‌طور نادرست از نتیجه‌گیری آن حمایت می‌کند.[۱۳]
- نویسندگان «اندازه مغز، مورفولوژی جمجمه، آب و هوا و ماشین‌های زمان» ادعا می‌کنند که آب و هوای سردتر اندازه مغز را افزایش می‌دهد و در نتیجه تفاوت هوشی ایجاد می‌کند.[۱۴]

## تأثیر گرمایش زمین بر ثروت
جان کی هوروویتز (John K. Horowitz) از دانشگاه مریلند در مقاله ای در سال ۲۰۰۶ در مورد تأثیر بالقوه گرمایش جهانی بر ثروت، پیش‌بینی کرد که یک درجه افزایش دما در همه کشورها باعث کاهش ۲ تا ۶ درصدی تولید ناخالص داخلی جهان می‌شود که بهترین تخمین آن حدود ۳٫۵ درصد است. بان کی مون، دبیرکل پیشین سازمان ملل متحد، ابراز نگرانی کرد که گرمایش زمین باعث تشدید فقر موجود در آفریقا خواهد شد.